# Cori, Italien
Cori är en kommun i provinsen Latina, i regionen Lazio i Italien. Kommunen hade 10 858 invånare (2018).
Cori kallades under antiken Cora. Det var en väl utvecklad stad som ingick i latinska förbundet när Rom expanderade under 700- och 600-talen f.Kr. I samband med bundsförvantskriget blev Cora romerskt men fick behålla viss administrativ och politisk autonomi.
Under medeltiden var Cori ofta allierade med grannstaden Velletri. Staden var i familjen Annibaldis ägo fram till 1234, när det åter blev del av påvens suzeränitet där staden i stort sett förblev fram till Italiens enande. Sedan 1934 utgör Cori en del av provinsen Latina.